# Marcos Pizzelli
Marcos Piñeiro Pizzelli (Armeens: Մարկոս Պինեյրո Պիզզելլի) (Piracicaba, 3 oktober 1984) is een Armeens profvoetballer van Braziliaanse afkomst die bij voorkeur als aanvallende middenvelder speelt. Hij verruilde in januari 2015 FK Krasnodar voor Aqtöbe FK, dat hem in het voorgaande halfjaar al huurde.
Pizelli debuteerde op 28 mei 2008 in het Armeens voetbalelftal, in een vriendschappelijke wedstrijd tegen Moldavië. Die dag maakte hij ook zijn eerste interlanddoelpunt. Op 12 oktober 2010 maakte hij zijn tweede interlanddoelpunt in een met 4–0 gewonnen wedstrijd tegen Andorra. Dankzij de overwinning op Andorra behaalde het Armeense elftal een nieuw Armeens record met de 59ste plaats op de FIFA-wereldranglijst.

## Erelijst
- Topscorer in de Armeense Premier League: 2007 (22 goals), 2008 (17 goals)
- Beker van Armenië: 2007/08 (met Ararat Jerevan).